# Premiul Satellite pentru cel mai bun film de animație sau mixt
Premiul Satellite pentru cel mai bun film de animație sau mixt este un premiu anual acordat de Academia Internațională de Presă.

## Anii 1990
- 1996 - The Hunchback of Notre-Dame
  - James and the Giant Peach
  - Mars Attacks!
  - Muppet Treasure Island
  - Space Jam

- 1997 - Men in Black
  - Alien Resurrection
  - Anastasia
  - The Lost World: Jurassic Park
  - Starship Troopers

- 1998 - A Bug's Life
  - Antz
  - Mulan
  - The Prince of Egypt
  - The Rugrats Movie

- 1999 - Toy Story 2
  - The Iron Giant
  - Princess Mononoke
  - South Park: Bigger Longer & Uncut
  - Stuart Little
  - Tarzan

## Anii 2000
- 2000 - Chicken Run
  - Dinosaur
  - The Emperor's New Groove
  - Rugrats in Paris: The Movie
  - Titan A.E.

- 2001 - The Lord of the Rings: The Fellowship of the Ring
  - Harry Potter and the Philosopher's Stone
  - Jimmy Neutron: Boy Genius
  - Monsters, Inc.
  - Shrek

- 2002 - Spirited Away
  - Ice Age
  - Lilo & Stitch
  - Spirit: Stallion of the Cimarron
  - The Wild Thornberrys Movie

- 2003 - The Triplets of Belleville
  - Brother Bear
  - Finding Nemo
  - Looney Tunes: Back in Action
  - Millennium Actress
  - Sinbad: Legend of the Seven Seas

- 2004 - The Incredibles
  - The Polar Express
  - Shrek 2
  - The SpongeBod SquarePants Movie
  - Teacher's Pet
  - Team America: World Police

- 2005 - The Chronicles of Narnia: The Lion, The Witch and the Wardrobe
  - Chicken Little
  - Corpse Bride
  - Howl's Moving Castle
  - Wallace & Gromit: The Curse of the Were-Rabbit

- 2006 - Pan's Labyrinth
  - Cars
  - Flushed Away
  - Happy Feet
  - Ice Age: The Meltdown

- 2007 - Ratatouille
  - 300
  - Beowulf
  - The Golden Compass
  - Persepolis
  - The Simpsons Movie

- 2008 - WALL-E
  - Bolt
  - Horton Wears a Who!
  - The Sky Crawlers
  - The Tale of Despereaux
  - Waltz with Bashir

- 2009 - Fantastic Mr. Fox
  - Harry Potter and the Half-Blood Prince
  - The Princess and the Frog
  - Up
  - Where the Wild Things Are

## Anii 2010
- 2010 - Toy Story 3
  - Alice in Wonderland
  - Despicable Me
  - How to Train Your Dragon
  - The Illusionist
  - Legend of the Guardians: The Owls of Ga'Hoole

- 2011 - The Adventures of Tintin: The Secret of the Unicorn
  - Kung Fu Panda 2
  - The Muppets
  - Puss in Boots
  - Rio